# Grauwe fluiter
De grauwe fluiter (Pachycephala simplex) is een zangvogel uit de familie Pachycephalidae (dikkoppen en fluiters). 

## Verspreiding en leefgebied
Deze soort komt voor op en rond Nieuw-Guinea en in Australië en telt zeven ondersoorten:
- P. s. rufipennis: de Kei-eilanden (zuidwestelijk van Nieuw-Guinea).
- P. s. griseiceps: noordwestelijk en zuidelijk Nieuw-Guinea en de Aru-eilanden.
- P. s. jobiensis: noordelijk-centraal Nieuw-Guinea, Japen en Num.
- P. s. brunnescens: zuidoostelijk Nieuw-Guinea en D'Entrecasteaux-eilanden.
- P. s. sudestensis: de Louisiaden.
- P. s. peninsulae: noordoostelijk Australië.
- P. s. simplex: noordelijk Australië en Melville-eiland.

## Status
Op de lijst van de IUCN staat dit taxon als twee verschillende soorten: P. simplex en P. griseiceps. De grootte van beide populaties is niet gekwantificeerd maar beide soorten worden omschreven als algemeen. Op de Rode lijst van de IUCN hebben deze twee soorten de status niet bedreigd.